# 趙伸 (正德進士)
趙伸（？—？年），字道亨，號廣川，直隸德州左衛軍籍，山東掖縣人，明朝政治人物。

## 生平
正德八年（1513年）癸酉科山東乡试舉人，九年（1514年）联捷甲戌科二甲第八十二名進士，嘉靖初任西安府知府。